# Římskokatolická farnost Velešín
Římskokatolická farnost Velešín je územním společenstvím římských katolíků v rámci českokrumlovského vikariátu českobudějovické diecéze. Je také sídlem většího farního obvodu, z něhož jsou excurrendo spravovány farnosti Svatý Jan nad Malší, Besednice a Soběnov.

## O farnosti

### Historie
První zmínky o místní plebánii i kostele jsou z roku 1285. V roce 1387 získali Velešín Rožmberkové (Oldřich I. z Rožmberka), roku 1391 byl Velešín povýšen na městečko a v roce 1433 byl obsazen husity. Na konci 15. století získala původně plochostropá loď kostela svatého Václava klenbu svedenou do tří centrálních pilířů, podobně jako u kostela v Kájově, a 21. srpna 1491 byl kostel po úpravách věže vysvěcen biskupem Benešem z Valdštejna. Ve stejném roce je na velešínském náměstí zmiňován i pozdně gotický kostel sv. Filipa a Jakuba, zrušený v roce 1785 a roku 1792 rozprodaný na dva byty. Po Rožmbercích získali Velešín páni ze Švamberka, od roku1620 pak Buquoyové. Od roku 1644 jsou vedeny matriční knihy. Svou stávající podobu získal kostel svatého Václava v letech 1750–1754, kdy byl barokně přestavěn, roku 1763 byl vysvěcen biskupem Janem Ondřejem Kayserem. Roku 1906 byla místní farnost povýšena na děkanství.

### Současnost
Farnost má sídelního duchovního správce, v letech 2006 až 2016 jím byl R. D. Martin Bětuňák. Toho v únoru 2016 vystřídal R. D. Jan Mikeš.
Dne 15. července 2020 převzal Velešín i okolní farnosti polský kněz R. D. Mgr. Rafał Piotr Kaca.
Ve farnosti bývají pravidelně slouženy bohoslužby pro rodiny s dětmi, konají se ministrantské schůzky a další akce.
| Fotografie | Kostel                         | Místo       | Bohoslužba                          | Bohoslužba                          | Poznámka                |
| ---------- | ------------------------------ | ----------- | ----------------------------------- | ----------------------------------- | ----------------------- |
|            | Kaple Panny Marie              | Markvartice | neslouží se pravidelně              | neslouží se pravidelně              | obecní kaple            |
|            | Kostel svatého Václava         | Velešín     | neděle úterý, čtvrtek, pátek sobota | 8.30 17.00 (zima) 18.00 (léto) 8.00 | farní kostel            |
|            | Kostel svatého Filipa a Jakuba | Velešín     | nelze sloužit                       | nelze sloužit                       | zrušený filiální kostel |